# Xã Thornbury, Quận Chester, Pennsylvania
Xã Thornbury (tiếng Anh: Thornbury Township) là một xã thuộc quận Chester, tiểu bang Pennsylvania, Hoa Kỳ. Năm 2010, dân số của xã này là 3.017 người.